# Torquigener flavimaculosus
Torquigener flavimaculosus és una espècie de peix de la família dels tetraodòntids i de l'ordre dels tetraodontiformes.

## Morfologia
- Els mascles poden assolir 13 cm de longitud total.[1][2]

## Hàbitat
És un peix marí, de clima tropical i associat als esculls de corall que viu entre 3-57 m de fondària.

## Distribució geogràfica
Es troba al nord del Mar Roig (des d'on ha emigrat a la Mediterrània a través del Canal de Suez), Kenya, el Golf Pèrsic i les illes Seychelles.

## Observacions
És inofensiu per als humans.